# Ghost (Blogging-Plattform)
Ghost ist eine freie Blogging-Plattform, die in JavaScript geschrieben ist und unter Node.js läuft. Sie ist minimalistisch aufgebaut und verfolgt das Ziel, ein System zum Verfassen und zur Veröffentlichung von Artikeln zu bieten, bei dem Blogger nicht von anderen Dingen abgelenkt werden. Ghost soll zukünftig Teil des Fediverse werden.

## Geschichte
Das von den beiden Softwareentwicklern John O’Nolan und Hannah Wolfe gestartete Projekt wurde auf der Crowdfunding-Plattform Kickstarter innerhalb von 29 Tagen mit knapp 200.000 britischen Pfund unterstützt, obwohl das ursprüngliche Ziel nur bei 25.000 Pfund lag. Nach dem erfolgreichen Start wurde, wie bereits auf der Kickstarter-Seite angekündigt, die Ghost Foundation als gemeinnützige Non-Profit-Organisation gegründet, die sich um die Weiterentwicklung von Ghost kümmert. Die Software kann kostenlos von GitHub heruntergeladen und installiert werden.
Am 22. April 2024 gab Ghost bekannt, Teil des Fediverse zu werden über die Implementierung des ActivityPub-Kommunikationsprotokolls. Sie sagen selbst das diese Änderung gemacht wurde „um Teil des größten Veröffentlichungsnetzwerk der Welt zu werden“ und weil es „an der Zeit ist das freie Internet zurückzubringen.“

## Editor
Gemäß dem minimalistischen Grundgedanken hinter Ghost ist auch der Beitrags-Editor so einfach wie möglich aufgebaut. Im Gegensatz zu anderen bekannten Weblog-Softwares und Content-Management-Systemen wie z. B. WordPress besitzt Ghost keinen visuellen WYSIWYG-Editor, sondern baut stattdessen auf der Markdown-Sprache auf, mit der die Texte formatiert werden können. Auf Formatierungs-Buttons wird dabei ebenfalls bewusst verzichtet, um das Tippen nicht durch das Anklicken von Buttons unterbrechen zu müssen.

## Themes
Wie bei anderen modernen CMS kann das Aussehen von Ghost mit Themes angepasst werden. Dazu wird als Template-Sprache Handlebars verwendet,  mit der sich auf einfache Weise Variablen in den ausgegebenen HTML-Code einsetzen und zugehörige Kontrollstrukturen von den Entwicklern implementieren lassen.
Die Ghost Foundation stellt für die Themes einen offiziellen Marktplatz zur Verfügung, auf dem sowohl kostenlose als auch kostenpflichtige Themes gelistet werden. Die gelisteten Themes zeigen hierbei ein Vorschaubild an, welches mit einer benutzerspezifischen Webseite verlinkt ist, auf der das Theme heruntergeladen oder gekauft werden kann. Envato führt als offizieller Launch-Partner der Ghost Foundation ebenfalls ein Sortiment, in dem sich aktuell (Stand: Januar 2017) 208 verschiedene Themes befinden.